# Institut des sciences et industries du vivant et de l'environnement
Fundada em 2007, a Institut des sciences et industries du vivant et de l'environnement (ou Agro ParisTech) é uma escola de engenharia, instituição de ensino superior público localizada na cidade do Paris, França.
A Agro ParisTech está entre as mais prestigiadas grandes écoles de 
Engenharia da França.
Campus da Agro ParisTech situa-se no pólo universitário da Universidade Paris-Saclay.

## Laboratórios e centros de investigação
- Alimentação
- Saúde
- Biologia
- Biotecnologia
- meio ambiente
- Energia
- Florestas
- Ecossistemas